# 1980 en Israël
Chronologie d'Israël (en)
- 1976
- 1977
- 1978
- 1979
- 1980
- 1981
- 1982
- 1983
- 1984

Cette page concerne les évènements survenus en 1980 en Israël  :

## Évènement
- 1er mars : Résolution 465 du Conseil de sécurité des Nations unies
- 7 avril : Prise d'otages de Misgav Am (en)
- 24 avril : Résolution 467 du Conseil de sécurité des Nations unies (en)
- 8 mai : Résolution 468 du Conseil de sécurité des Nations unies (en)
- 20 mai : Résolution 469 du Conseil de sécurité des Nations unies (en)
- 30 mai : Résolution 470 du Conseil de sécurité des Nations unies (en)
- 17 juin : Résolution 474 du Conseil de sécurité des Nations unies (en)
- 30 juillet : Loi de Jérusalem
- 26 novembre : Résolution 481 du Conseil de sécurité des Nations unies (en)
- 17 décembre : Résolution 483 du Conseil de sécurité des Nations unies (en)
- 19 décembre : Résolution 484 du Conseil de sécurité des Nations unies (en)

## Sport
- Coupe d'Israël de football (1979-1980) (en)
- Coupe d'Israël de football (1980-1981) (en)
- 21-30 juin : Participation d'Israël aux Jeux paralympiques d'été (en) d'Arnhem et Veenendaal (Pays-Bas).
- 6-12 octobre : Open de Tel Aviv (en) (tennis)

## Culture

### Sortie de film
- Deux Affreux sur le sable
- Hide and Seek (en)
- The Thin Line (en)
- Transit

## Création
- Festival Acco de théâtre alternatif israélien (en)
- Parti Unité

## Dissolution - Fermeture
- Festival de la chanson d'Israël (en)
- Livre israélienne
- Maccabi Holon F.C. (en) (club de football)

## Naissance
- Linor Abargil, actrice, mannequin et avocate.
- Yael Bar Zohar (en), mannequin et actrice.
- Yossi Benayoun, joueur de football.
- Tal Burstein, joueur de basket-ball.
- Netta Garti, actrice.
- Hilla Nachshon (en), mannequin et actrice.
- Yoni Tabac (en), acteur.

## Décès
- Yitzhak Baer (en), historien.
- Hanna Rovina, actrice.
- Nathan Yalin Mor, militant et personnalité politique.
- Dov Yosef (en), gouverneur militaire de Jérusalem.